# 784 Pickeringia
A 784 Pickeringia (ideiglenes jelöléssel 1914 UM) a Naprendszer kisbolygóövében található aszteroida. Joel Hastings Metcalf fedezte fel 1914. március 20-án.
Névadója William Henry Pickering amerikai csillagász.